# Cislago
Cislago est une commune italienne de la province de Varèse, dans la région Lombardie.

## Toponyme
Provient du latin Cistella[réf. nécessaire], suivi du suffixe gaulois -acum. Diminutif de cista, en référence à la localisation de l'endroit en face des Préalpes de Varèse.

## Administration
| Période                                  | Période  | Identité         | Étiquette | Qualité |
| ---------------------------------------- | -------- | ---------------- | --------- | ------- |
| 30/5/2006                                | En cours | Luciano Biscella |           |         |
| Les données manquantes sont à compléter. |          |                  |           |         |

### Hameaux
Massina, Santa Maria, Cascina Visconta